# Нильсен, Аста
Аста София Амалия Нильсен (дат. Asta Sofie Amalie Nielsen; 11 сентября 1881, Копенгаген, Дания — 25 мая 1972, Фредериксберг, Дания) — датская актриса немого кино, получившая наибольшее признание в Германии и Центральной Европе в 1910-е — 1920-е годы. В Российской империи считалась одной из самых популярных актрис перед Первой мировой войной.
С ранних лет приобщилась к театру; начинала как театральная актриса. Первый же фильм с её участием «Бездна» обеспечил ей и режиссёру Петеру Урбану Гаду известность. Получив выгодный контракт в Германии, стала там признанной кинозвездой, снимаясь на протяжении 1910-х — 1920-х годов. Её кинокарьера закончилась с появлением звукового кино, в котором она снялась лишь один раз в фильме 1932 года «Недопустимая любовь». После прихода к власти в Германии нацистов вернулась к себе на родину, где так и не смогла продолжить карьеру в кино. Пыталась продолжить театральную карьеру, но без особого успеха.
В 1946 году опубликовала автобиографию «Безмолвная муза», а в 1968 году участвовала в создании документального фильма «Аста Нильсен», посвящённого её творчеству.
Игрой Нильсен восхищались многие видные представители искусства, она считается основоположницей новой, более реалистичной актёрской игры в кинематографе и одним из родоначальников немецкой актёрской школы.

## Биография и творчество

### Ранние годы
Аста Нильсен родилась 11 сентября 1883 года в Копенгагене, столице Дании. Отец Йенс Кристиан Нильсен часто болел, перебивался случайными заработками и не мог обеспечить семью, которая вынуждена была часто переезжать. Мать Ида Фредерикке Петерсен работала в качестве приходящей прачки в обеспеченных домах. Детские годы Аста провела в Швеции (Мальмё) и Дании (Копенгаген). Когда ей было четырнадцать лет, отец умер и семья была вынуждена вернуться из Мальмё в Копенгаген. Ещё ребёнком она познакомилась с миром театра, а начиная с двенадцати лет уже выступала в качестве оперной хористки. Драматическому искусству обучалась у Петера Йерндорфа, а после — в школе Копенгагенского Королевского театра. После окончания учёбы, в возрасте семнадцати лет была принята в труппу театра, с которой выступала в скандинавских странах, где получила известность и с 1902 года постоянно работала в Копенгагене в нескольких театрах. С этого времени с успехом выступала на сценах Дании, Швеции, Норвегии, Финляндии.

### Карьера в кино
В 1910-е годы датский кинематограф находился на подъёме, а его продукция была известна не только в Европе, но и США. Особой популярностью картины датских кинематографистов пользовались в Центральной Европе и Российской империи. В 1906 году Оле Ольсеном, бывшим сотрудником французской компании «Пате» в Копенгагене, была основана кинокомпания «Нордиск фильме компани», с фильмами которой связывают расцвет датской кинематографии. В основном это были ленты, связанные с показом бурных любовных переживаний, измен и ревности, которые часто заканчивались трагедийной развязкой. Польский историк кино Ежи Тёплиц иронически характеризовал подобные популярные фильмы следующим образом: «Единственное, чем живут люди (судя по датским фильмам), — это любовь, большей частью несчастная, кончающаяся смертью одного или обоих любовников. Датское кино сделало „несчастный конец“ своим кредо, так что если в отдельных случаях фильм кончался благополучно, зрители протестовали». Несмотря на недостатки, связанные с характером таких фильмов, благодаря связям с театром и актёрской игре датский кинематограф обрёл заслуженную популярность, а первое место среди скандинавских артистов заняла Нильсен.
Первый же фильм с её участием «Бездна» (дат. Afgrunden, 1910) обеспечил ей и режиссёру Петеру Урбану Гаду известность во многих странах Европы. Историк кино Жорж Садуль назвал участие Нильсен в этом фильме «самым крупным событием в истории датского кино» в 1911 году. Датский актёр и будущий режиссёр Беньямин Кристенсен, оказавшись на съёмочной площадке, сказал: «Теперь я знаю, что фильм может быть искусством». Французский поэт Гийом Аполлинер писал о ней в 1911 году: «Она — всё! Она — видение пьяницы и мечта одинокого. Она смеётся, словно юная девушка, так беззаботно и счастливо, а в её глазах видится нечто, что никогда не обретёт выражения в словах, слетевших с её губ… Когда ненависть мерцает в её глазах, мы сжимаем кулаки; когда же раскрывает она глаза — это звёзды светят». После успеха этой постановки последовало приглашение на производство нескольких фильмов в Германии, где она получила контракт от берлинской кинофирмы «Декла-биоскоп», которая обязалась выплачивать ей гонорар в размере 40 000 марок за роль в каждом фильме. Аста согласилась и продолжила кинокарьеру в Германии, став там признанной звездой экрана.
С первыми фильмами синематографа вместе с толстым Паксоном и юрким Линдером на жалконьком экране замелькала большеглазая худая женщина. Впервые на экране увидели слёзы на женском лице. Тогда ещё не научились подделывать кино-слёзы. Аста Нильсен заплакала настоящими слезами, и вместе с ней заплакали многие в зрительном зале. Тогда зритель был мало сведущ в тайнах кино — техники, и потому умел плакать. Первым экранным слезам ответили такими же настоящими слезами.
В начале кинокарьеры Аста Нильсен снималась только в фильмах своего мужа, режиссёра Урбана Гада. Это были преимущественно роли противоречивых по характеру женщин, чьё поведение не соответствовало общественным нормам, как, например, в фильме «Чужая птица» (нем. Der fremde Vogel, 1911) или «Бедная Йенни» (нем. Die arme Jenny, 1912). Но Нильсен демонстрировала также талант и в амплуа комической актрисы: роль в фильме «Ангелочек» (нем. Engelein, 1914) произвела такой фурор, что было снято продолжение фильма «Свадьба ангелочка» (нем. Engeleins Hochzeit, 1916). В этот период она становится известна не только в Скандинавских странах и Германии, но и во всей Центральной Европе, в англосаксонских странах и Италии. Большую популярность приобрели её фильмы и в Российской империи, где оказали влияние на местную кинодиву Веру Холодную. Историк кино Жорж Садуль отмечая, что перед Первой мировой войной она была самой «крупной трагедийной киноактрисой», писал: «Её выразительная мимика, глубокий взгляд, резкие черты лица помогли ей стать одной из лучших трагедийных актрис, которых когда-либо видели на экране. Её огромный талант был одной из главных причин всемирного успеха датского кино».
В 1916 году Аста Нильсен уехала в Данию и вернулась в Германию лишь после окончания Первой мировой войны. Актриса создаёт в Берлине кинематографическое общество «Артфильм» (нем. Art-Film GmbH), что сделало возможным осуществить экранизации литературной и театральной классики, роли в которой она стремилась сыграть ещё в свою бытность театральной актрисой. В 1920—1922 году она выступила продюсером трёх собственных фильмов, сыграв заглавную роль в одном из них, в «Гамлет». Сюжет этого фильма основывался на спорной версии американского шекспироведа Эдварда Вайнинга (англ. Edward P. Vining), которую он изложил в своей книге «Тайна Гамлета» (англ. The Mystery of Hamlet). Он полагал, что персонаж одноимённой драмы Уильяма Шекспира Гамлет является переодетой женщиной, скрывающей от посторонних свой пол. Нильсен была не первой женщиной, сыгравшей роль в трагедии Шекспира. Французская актриса Сара Бернар исполнила эту роль как на сцене, так и в короткометражном фильме 1900 года «Дуэль Гамлета» (фр. Le Duel d'Hamlet). Таким образом С. Бернар стала первой актрисой (и первым актёром вообще), которая сыграла Гамлета в кинематографе. Среди других женщин, исполнивших эту роль в театре, можно назвать Сару Сиддонс, Джулию Гловер, Шарлотту Кушман, Алису Марриотт, Джудит Андерсон, Фрэнсис де ла Тур, Дайан Венору, Аллу Демидову. В отличие от других актрис, Нильсен сыграла Гамлета как персонажа-женщину, которая по сюжету фильма влюблена в Горацио, но не может ему признаться в этом. После смертельного ранения, полученного на дуэли с Лаэртом, её Гамлет умирает на руках Горацио, который, пытаясь помочь принцу, наконец понимает, что его друг — женщина. Хрестоматийным стал жест актрисы, чей персонаж вынужден скрывать свою любовь, когда он пытается погладить волосы Горацио, но удерживается от этого, не осмелившись проявить свои чувства. Несмотря на то, что фильм не имел значительного успеха, благодаря ему в Германии получила распространение причёска «под мальчика» — каре: «дерзкая для того времени причёска актрисы произвела настоящий фурор: в парикмахерских салонах страны сразу же принялись создавать новый стиль».
В 1922 году сыграла в фильме «Ванина» (нем. Vanina) режиссёра Артура фон Герлаха, представляющем собой вольную экранизацию новеллы Стендаля «Ванина Ванини». Луи Арагон назвал эту адаптацию значительной удачей и постановкой, в которой произведение Стендаля нашло адекватное киновоплощение, а Садуль отмечал трогательность персонажа, созданного актрисой. Рене Клер также хвалил создателей экранизации: «Ванина — это фильм Её автор понимает, что такое кино. Это редкое качество». Критика отмечала органичность созданного актрисой образа сильной, целеустремлённой личности, которая живёт во время тирании и не принимает её: «Отсюда — обречённость, отсюда — героизм». Эту роль особо выделял венгерский теоретик кино Бела Балаж, вообще очень ценивший артистическое дарование Нильсен. Он приводит одну из сцен картины в качестве обоснования того, какое воздействие немое кино может оказывать на зрителя, даже используя свои технически несовершенные средства по сравнению со звуковым кино. Так, в одном из эпизодов Ванина пытается освободить из заключения своего возлюбленного Октавио, ожидающего смертной казни. Ей удаётся завладеть ключами и проникнуть в камеру; при этом для удачного спасения дорога каждая минута. Однако Октавио потерял надежду, морально сломлен и не в состоянии ничего предпринять для их освобождения. Ванина пытается его расшевелить, убедить немедленно бежать, но ничего не помогает. Она обращается к Октавио со страстной речью, которую произносит с «отчаянием, торопливо и лихорадочно». В этой сцене, разумеется, не слышно ни звуков, нет и титров, но, как замечает Балаж, — они и не нужны. Искусство Нильсен позволяет понять ситуацию, её чувства. Из происходящего на экране понятно, что она всячески его увещевает и подбадривает, повторяя: «Идём, нельзя терять время, иначе мы погибли!» Однако, по мнению того же автора, её мастерство позволяет понять и придаёт другое значение этой сцене:
Подлинным же текстом великолепной, наглядной речи Асты является не это, а охвативший её страх, любовь, готовая на безоглядное самопожертвование, что едва ли может быть выражено словами. Наблюдая её страстную речь, потрясаешься больше, чем если бы она рвала на себе волосы в отчаянии и царапала бы ногтями лицо. Говорит она долго, и мы смотрим на это. Слушать столь длинную настоящую речь нам бы наскучило.
В 1923—1930 годы находилась в отношениях с актёром русского происхождения Григорием Хмарой, с которым снялась в нескольких фильмах, в том числе в картине 1923 года «Иисус Назаретянин, Царь Иудейский». Была знакома со многими выходцами из России. Именно она рекомендовала режиссёра Анатоля Литвака при его переезде в Голливуд. Снискали признание созданные актрисой образы женщин из низших слоёв общества, сыгранные в «Безрадостном переулке» (Die freudlose Gasse, 1925) Георга Вильгельма Пабста и «Трагедии уличной девушке» (нем. Dirnentragödie, 1927) Бруно Рана. Её работа в «Безрадостном переулке» считается одной из лучших в её карьере, а её партнёрами по съёмочной площадке стали Хмара и восходящая шведская кинозвезда — Грета Гарбо. Критика отмечала её мастерство в «Трагедии уличной девушки», где, несмотря на сентиментальный сюжет о стареющей проститутке, «расставлены верные акценты», сглаживающие приторную мелодраматичность фильма: «Горести Асты Нильсен забываются ради восприятия атмосферы растерянности и волнения, царившей в Германии перед приходом к власти нацистов». Российский киновед Михаил Трофименков пишет, что эта мелодрама является характерной для Германии времён Веймарской республики, а «великая дива Нильсен» показала на экране, как «увядающая труженица панели влюбляется в студента».
В конце 1920-х годов вернулась в театр, создав собственную труппу, и успешно выступала с ней, гастролируя по городам Германии. В 1932 году снялась в своём первом звуковом фильме «Недопустимая любовь» (нем. Unmögliche Liebe), ставшим последним в её кинокарьере. Вынужденное завершение её карьеры связывают с политическими переменами в Германии и приходом к власти Адольфа Гитлера. В 1933 году Нильсен была приглашена на приём для немецких артистов, где с ней за одним столиком сидел Гитлер, а Йозеф Геббельс предложил ей участвовать в нацистской кинематографии, пообещав создать для неё специальную киностудию. Однако актриса выразила недовольство проводимой нацистами политикой, отказавшись сниматься в пропагандистских картинах, и на следующий день вернулась на свою родину в Данию. После этого, несмотря на попытки вернуться в кино, она так и не сыграла ни в одном фильме, что во многом объясняют тем, что в Дании её подозревали в одобрении нацистского режима. Актриса пыталась вернуться в театр, но не совсем удачно. Её последнее выступление состоялось в Народном театре Копенгагена в 1939 году.

### Поздние годы
В 1946 году опубликовала мемуары «Безмолвная муза» (дат. Die schweigende Muse), которые в 1971 году были изданы на русском языке. В 1958 году на 19-м Венецианском международном кинофестивале был проведён показ её фильмов. В 1967 году режиссёром и журналистом Хенриком Стангерупом (дат. Henrik Stangerup) был создан документальный фильм «Аста Нильсен», а в следующем году она сама срежиссировала документальную ленту, где поделилась воспоминаниями о своей жизни и творчестве. В поздние годы со многими близкими и знакомыми она потеряла связь. Фреде Шмидт, один из её близких друзей, в конце 1950-х годов втайне от неё записывал на плёнку их многочасовые телефонные разговоры. На основе этих записей в 2003 году появился документальный фильм датского документалиста Торбена Скодта Йенсена (дат. Torben Skjødt Jensen) «Говорящая муза — Аста Нильсен» (дат. Asta Nielsen — den talende muse). В 1960-е годы стала пробовать себя в живописи, работая в технике с использованием цветной материи. Про её занятия стало известно и были проведены творческие выставки. Про своё увлечение она отзывалась следующим образом: «Так жизнь после множества чудесных событий и некоторых бурь стала гармоничной; кому дано слышать музыку тишины, тот услышит симфонию небывалой красоты».
Умерла 25 мая 1972 году в больнице Фредериксберга и была похоронена на Западном кладбище Копенгагена.

## Личная жизнь
Аста Нильсен была замужем несколько раз. Все браки были бездетными, но у неё была внебрачная дочь Йеста (1901—1964), которая была замужем за датским художником, графиком и певцом Полом Вермереном (1904—1964). Актриса очень любила свою дочь, о которой писала: «Единственным и действительно большим событием для сердца стал мой ребёнок, моя единственная дочь…» В 1912 году Нильсен вышла замуж за режиссёра Урбана Гада, а в 1915 году этот брак был расторгнут. В 1919 году вышла замуж за шведского продюсера Фредди Вингора, с которым развелась в 1927 году. В 1970 году был заключён брак с торговцем картинами Кристианом Тиде (1899—1988).

## Признание
Аста Нильсен была признанной звездой немого кино и считалась одним из первых секс-символов. Её называли «Северной Дузе», «Скандинавской Сарой Бернар», а итальянскую кинодиву 1910-х годов Лиду Борелли, наоборот, прозвали в честь датской актрисы «итальянской Нильсен». Она выделялась на фоне других актёров её эпохи своей реалистичной игрой, манерой поведения на съёмочной площадке, сумев отказаться от наигранности и излишней аффектации, присущей немому кино. Сама актриса объясняла принципы своего актёрского мастерства следующим образом: «Когда я играю, я абсолютно поглощена своей задачей. Я обдумываю каждую деталь внешнего облика и поведения, обращая особое внимание на мелочи, незначительное, на первый взгляд пустячки. Но именно эти детали больше всего говорят о человеке…» По оценке Ежи Тёплица, такой подход обеспечил ей полное право называться «одной из первых трагических актрис кино». Он отмечал также, что значение её исполнительского мастерства трудно переоценить. Она заслуживает самых высших похвал и открыла новые пути не только в актёрской игре в кино, но и для киноискусства в целом, — продолжал польский киновед. Лотта Эйснер назвала её «легендарной скандинавкой», а советский искусствовед Василий Кисунько «первой киноактрисой», основателем «немецкой школы киноактёров». Положительно её искусство оценивали многие известные деятели искусства 1910—1920-х годов. Так, о Нильсен с одобрением отзывались литературовед Георг Брандес, писатель Герман Банг, режиссёр Леопольд Йеснер, теоретик кино Луи Деллюк, поэты Луи Арагон и Александр Блок, писательница Ольга Кобылянская и другие. Советский киновед Ариадна Сокольская писала о ней: «Нильсен рассказывала не о социальных драмах, а о трагедиях души, об омуте страстей. Все её фильмы были вариантами одной судьбы. На преступления, самоубийства, словом, в бездну всегда толкала её героинь любовь, женщина, зажигавшая сердца своим одухотворённым эротизмом, сама же становилась его жертвой. Именно эта неизменность основного мотива и его органическая связь с глубинной сущностью натуры и таланта Асты Нильсен выдвинули её в число любимиц публики».
В честь Асты Нильсен назван астероид (1041) Аста, открытый 22 марта 1925 года немецким астрономом Карлом Рейнмутом в обсерватории Хайдельберг.

## Избранная фильмография
| Год  |   | Русское название                     | Оригинальное название    | Роль                    |
| ---- | - | ------------------------------------ | ------------------------ | ----------------------- |
| 1910 | ф | Бездна                               | Afgrunden                | Магда Ванг              |
| 1911 | ф | Предательница                        | Die Verräterin           | Ивонн                   |
| 1911 | ф | Балерина                             | Ballettänzerin           | Камилла Флавье          |
| 1912 | ф | Бедная Йенни                         | Die arme Jenny           | Йенни                   |
| 1912 | ф | Танец смерти                         | Zu Tode gehetzt          | Паула Мюллер            |
| 1912 | ф | Генеральские дети                    | Die Kinder des Generals  | Фекла                   |
| 1913 | ф | Комедианты                           | Komödianten              | Камма Дисер             |
| 1913 | ф | Суфражистка (В вихре большого города | Die Suffragette          | Нелли Панберн           |
| 1913 | ф | Кинопримадонна                       | Die Filmprimadonna       | Рут Бретон              |
| 1913 | ф | S1                                   | S1                       | Гертруда фон Гессендорф |
| 1914 | ф | Ангелочек                            | Engelein                 | Йеста Шнайдер           |
| 1914 | ф | Банда Сапаты                         | Zapatas Bande            | Аста                    |
| 1915 | ф | Поддельная Аста Нильсен              | Die falsche Asta Nielsen | Аста / Болетт           |
| 1916 | ф | Вечная ночь                          | Die ewige Nacht          | Марта                   |
| 1916 | ф | Свадьба ангелочка                    | Engeleins Hochzeit       | Йеста Шнайдер           |
| 1916 | ф | Азбука любви                         | Das Liebes-ABC           | Лис                     |
| 1919 | ф | Дурман                               | Rausch                   | Генриетта               |
| 1921 | ф | Гамлет                               | Hamlet                   | Гамлет                  |
| 1916 | ф | Вечная ночь                          | Die ewige Nacht          | Марта                   |
| 1916 | ф | Свадьба ангелочка                    | Engeleins Hochzeit       | Йеста Шнайдер           |
| 1916 | ф | Азбука любви                         | Das Liebes-ABC           | Лис                     |
| 1919 | ф | Дурман                               | Rausch                   | Генриетта               |
| 1921 | ф | Гамлет                               | Hamlet                   | Гамлет                  |
| 1921 | ф | Фрёкен Юлия (Графиня Юлия)           | Fräulein Julie           | Фрёкен Юлия             |
| 1921 | ф | Заблудшие души                       | Irrende Seelen           | Настасья Барашкова      |
| 1922 | ф | Ванина                               | Vanina                   | Ванина                  |
| 1922 | ф | Падение (Падение Китти Фальк)        | Der Absturz              | Кайя Фальк              |
| 1923 | ф | Иисус Назаретянин, Царь Иудейский    | I.N.R.I.                 | Мария Магдалина         |
| 1924 | ф | Женщина в огне (В огне)              | Die Frau im Feuer        | Йосефина                |
| 1925 | ф | Гедда Габлер                         | Hedda Gabler             | Гедда Габлер            |
| 1925 | ф | Безрадостный переулок                | Die freudlose Gasse      | Мария Лехнер            |
| 1927 | ф | Трагедия уличной девушки             | Dirnentragödie           | Августа                 |
| 1927 | ф | Опасный возраст (Женщина в 40 лет)   | Das gefährliche Alter    | Эльси Линдтнер          |
| 1932 | ф | Недопустимая любовь                  | Unmögliche Liebe         | Вера Хольгк             |

### на датском языке
- Nielsen, Asta (1966). Den tiende muse. København: Gyldendal Forlag. 269 sider: ill.
- Nielsen, Asta (2017). Breve 1911—71. København: Gyldendal Forlag. 196 sider. ISBN 978-8-7022-4251-5

### на немецком языке
- Nielsen, Asta und There, Christian; Hagedorff, Allan O. (Herausgeber): Liebe mit Achtzig. Briefe 1964—1970. JOVIS Verlag, Berlin 1997, 176 Seiten, ill., ISBN 978-3-9313-2154-3

### на английском языке
- A History of Danish Cinema (2021). Edited by C. Claire Thomson, Isak Thorsen, Pei-Sze Chow. Edinburgh University Press, 336 pages. ISBN 978-1-4744-6112-2
- Allen, Julie K. (2015). Icons of Danish Modernity: Georg Brandes and Asta Nielsen. Seattle: University of Washington Press, 280 pages. ISBN 978-0-2747-1799-6
- Loiperdinger, Martin; Jung, Uli (Editors) (2013). Importing Asta Nielsen, KINtop 2: The International Film Star in the Making, 1910–1914 (KINtop Studies in Early Cinema). John Libbey Publishing, 400 pages, ill. ISBN 978-0-8619-6708-7
- Soila, Tytti and Neiiendam, Jacob (2005). The Cinema of Scandinavia. Wallflower Press, 288 pages, ill. ISBN 978-1-9047-6422-9
- Silver, Alain and Ursini, James;  Duncan,  Paul (Editor) (2017). Film Noir. Taschen America Llc., 500 pages. ISBN 978-3-8365-6169-3
- Sørensen, Lars-Martin (Editor), Tybjerg, Casper (Editor) (2023). Danish and German Silent Cinema: Towards a Common Film Culture. Edinburgh University Press, 256 pages. ISBN 978-1-3995-0837-7
- Sundholm, John; Thorsen, Isak; Andersson, Lars Gustaf; Hedling, Olof;  Iversen, Gunnar; Moller, Birgir Thor (2012). Historical Dictionary of Scandinavian Cinema. Scarecrow Press, 484 pages. Series: Historical Dictionaries of Literature and the Arts. ISBN 978-0-8108-5524-3

### на датском языке
- Engberg, Marguerite (1966). Asta Nielsen. København: Det Danske Filmmuseum. 36 sider.
- Engberg, Marguerite (1999). Filmstjernen Asta Nielsen. Århus: Klim Forlag. 191 sider: ill. ISBN 978-8-7772-4878-8
- Langsted, Adolf (1918). Asta Nielsen. København: Nyt Nordisk Forlag Arnold Busck. 47 sider: ill. Sceniske Kunstnere (serie).
- Malmkjær, Poul (2000). Asta: mennesket, myten og filmstjernen: en biografi. København: P. Haase Forlag. 343 sider: ill. ISBN 978-8-7559-1132-1
- Neergaard, Ebbe (1960). Historien om Dansk Film. København: Gyldendal Forlag. 177 sider: ill.
- Sørensen, Lars-Martin (2023). Dansk stumfilm. København: Lindhardt og Ringhof Forlag. 388 sider: ill. ISBN 978-8-7119-8543-4
- Thrane, Lotte (2019). Maske og menneske — Asta Nielsen og hendes tid. København: Gads Forlag. 312 sider: ill. ISBN 978-8-7120-5530-3
- Tind, Eva (2016). Astas skygge: portræt. København: Gyldendal Forlag. 304 sider: ill. ISBN 978-87-02-17260-7

### на немецком языке
- Asta Nielsen. Ihr Leben in Fotodokumenten, Selbstzeugnissen und zeitgenössischen Betrachtungen. Hrsg. von Renate Seydel und Allan Hagedorff. Gestaltet von Bernd Meier. Vorwort von Svend Kragh-Jacobsen. Universitas München Verlag, München 1981, 263 Seiten, ISBN 978-3-8004-1007-1
- Beuys, Barbara: Asta Nielsen: Filmgenie und Neue Frau. Insel Verlag, Berlin 2020, 447 Seiten, ISBN 978-3-4581-7841-5
- Diaz, Pablo: Asta Nielsen: Eine Biographie unsere popularen Kunstlerin. Lichtbild-Bühne Verlag,  Berlin 1920, 71 Seiten.
- Hansert, Andreas: Asta Nielsen und die Filmstadt Babelsberg. Das Engagement Carl Schleussners in der deutschen Filmindustrie. Michael Imhof Verlag, Petersberg 2007, 96 Seiten: ill., ISBN 978-3-8656-8232-1
- Nessel, Sabine; Schlüpmann, Heide;   Gramann, Karola; Kuyper, Eric de;  Wedel, Michael: Asta Nielsen (2 Bände); Bänder 1: Unmögliche Liebe. Asta Nielsen, ihr Kino; Bänder 2: Nachtfalter. Asta Nielsen, ihre Filme. Filmarchiv Austria, Filmwissenschaft, Wien 2009, 940 Seiten: ill., ISBN 978-3-9025-3177-3
- Seydel, Renate (Hrsg.): Asta Nielsen. 1881–1972. Ein Leben zwischen Kopenhagen – Berlin und Hiddensee. Demmler Verlag, Ribnitz-Damgarten 2022, 216 Seiten, ISBN 978-3-9101-5086-7